# 拉尔夫·罗斯
拉尔夫·罗斯（英語：Ralph Rose，1885年3月17日—1913年10月16日），美国男子田径运动员。他曾代表美国参加1904年、1908年和1912年夏季奥林匹克运动会田径比赛，共获得三枚金牌、二枚银牌和一枚铜牌。他是奥运会历史上唯一一位在铅球、铁饼、链球三个项目上都登上领奖台的选手。